# Viktoras Zedelis
Viktoras Zedelis ist ein litauischer Rechtsanwalt deutscher Herkunft sowie ehemaliger Leiter des Departements für Staatssicherheit der Regierung der Republik Litauen.

## Leben
Sein Vater war Gerardas Zedelis (* 1929), ein Deutscher aus dem Memelgebiet und Inspektor der staatlichen Bank.
Vom 5. März 1991 bis 1992 war er stellvertretender Generaldirektor des Departements für Staatssicherheit an der Regierung Republik Litauen. Ihn ernannte der Premierminister Gediminas Vagnorius mit dem Regierungsbeschluss. Vom  21. März 1991 bis zum  27. September 1991  war er Generaldirektor von Valstybės saugumo departamentas (Staatssicherheitsdepartement). Ab dem 7. Juli 1992 arbeitete er als Berater des litauischen Vizepremierministers. Ihn ernannte der litauische stellvertretende Premierminister Vytautas Pakalniškis. Ab 1997 arbeitete er als Rechtsanwalt.